# Авраменко Андрій Васильович
Авраменко (Ирій) Андрій Васильович (1893, Широке, нині смт Широківського району Дніпропетровської області, Україна — 1944, Маріуполь) — діяч українського підпілля на Донбасі, організатор «Маріупільської газети», актор театру «Березіль», учень Леся Курбаса, директор Маріупольського українського театру в роки Другої світової війни.

## Життєпис

Андрій Авраменко з дружиною Лідою, 1923 рік

Народився у 1893 році в Широкому, нині смт, Широківського району Дніпропетровської області, Україна.
Вперше засуджений (до 8 років) за українську пропаганду у 1916 році.
У 1917 році організував філію товариства «Просвіта» у селі Широке (Дніпропетровська область). Командир Гайдамацької сотні. Був заарештований німецько-австрійською владою, однак йому вдалось втекти.
Учасник антигетьманського повстання в Києві. У 1919 році член загону Іванова. Редактор газети «Повстанець». Став членом повстанкому Кривого Рогу в 1920 році. Розшукувався Криворізьким ЧК. У підпіллі з 1920 по 1923 роки.
У 1923 році очолював філію театра «Березіль» у Білій Церкві.
Заарештований у 1923 році, амністований до 10-ї річниці революції.
Друкувався в українських виданнях на театральні теми під псевдо А. Ирій.  У 1925 році в театрі ім. Заньковецької в Катеринославі був режисером «Родини Щіткарів» М. Ірчана.
Повторно заарештований за контакти з колишнім петлюрівським провідником Сірком-Шкляром у 1928 році. В 1929 році засуджений до 3-х років Соловків. Вийшов по підписці.

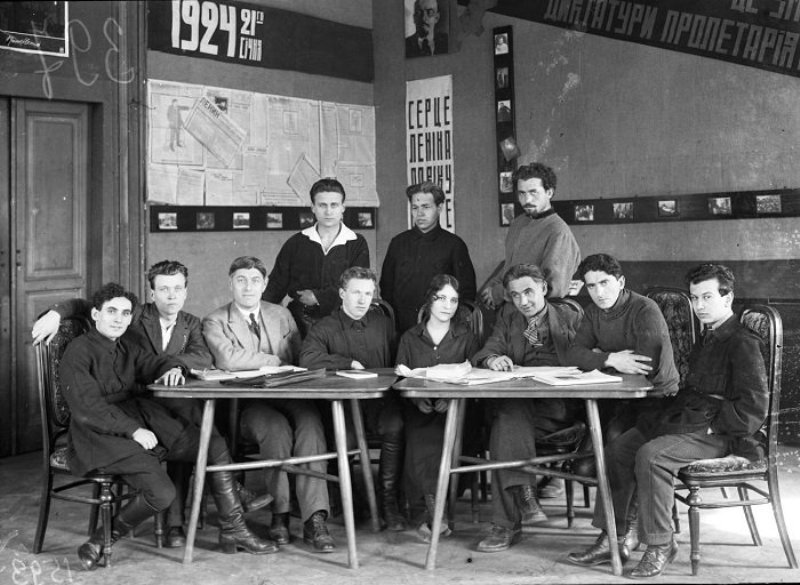
Режисерська лабораторія театру «Березіль», 1925 р. Сидять (зліва направо): Ханан Шмаїн, Я. Бортник, В. Василько, Борис Тягно, З. Пігулович, Л. Курбас, Ф. Лопатинський, Ю. Лішанський. Стоять: Павло Береза-Кудрицький, І. Крига, А. Авраменко-Ирій

У 1932 році працював в театрі «Жовтень» в Ленінграді. Цього ж року був засуджений на 5 років по справі Ленінградської філії УВО. Звільнений в 1937 році. Поїхав на Кавказ в місто Майкоп.
Андрій Авраменко 1940 року з'явився в Маріуполі. Член ОУН(б) з 1941 року. В 1941 році разом з Миколою Михайловичем Стасюком організував видання «Маріупільської газети». Українізував театр, був його директором. Двічі  заарештований гестапо. У 1943 році висланий з Маріуполя німецькою владою. Жив у рідному Широкому.
У 1944 році заарештований СМЕРШом і засуджений до розстрілу в Маріуполі.